# Diego
Diego es un nombre en español, que se consigna en los documentos medievales como Didaco, Didacus, Didago o Diago.
Está en el origen del nombre Didacos, un nombre hispanizado del antiguo griego Διδάχος ('didákōs'), que significa "bien instruido", teniendo relación con la disciplina de la didáctica que a su vez está relacionada con la pedagogía de la Antigua Grecia. Su otro posible origen hebreo no es más que un falso cognado, como suele acontecer en muchos otros nombres propios.
A pesar de que a lo longo de toda España e Hispanoamérica es de uso extenso y es uno de los nombres más populares e insignia de la cultura hispana, su influencia están grande que en Brasil es también común, más que su variante Diogo, del cual procede de la lengua portuguesa, sin embargo en los últimos años Diego y Diogo se han consolidado como las variantes oficiales en Brasil.

## Variantes
Puede ser adaptado por lo tanto de las siguientes maneras en cada idioma
- Diego en francés: Diègue
- Diego en italiano: Diego
- Diego en alemán: Jakob o Jakobus
- Diego en inglés: James o Jacob
- Diego en euskera: Didaka
- Diego en catalán: Dídac
- Diego en japonés: ディエゴ
- Diego en chino: 迭戈
- Diego en coreano: 디에고
- Diego en ruso: Диего
- Diego en hebreo: דייגו o יַעֲקֹב
- Diego en árabe: دييغو
- Diego en portugués: Diogo/Diego
- Diego en payabí: ਡੀਏਗੋ
- Diego en griego: Ντιέγκο o Ἰάκωβος
- Diego en bengalí: দিয়েগো
- Diego en pastún: ډیاګو
- Diego en irlandés y gaélico escocés: Séamus

Da nombre a numerosos lugares, entre ellos San Diego, la octava ciudad más grande de Estados Unidos. El atolón del archipiélago británico de Chagos, en el océano índico, lleva por nombre Diego García.